# Embarrassment
"Embarrassment" är en sång av det brittiska ska/popbandet Madness. Den släpptes som deras sjätte singel den 14 november 1980. Texten skrevs av saxofonisten Lee Thompson, och musiken skrevs av pianisten Michael Barson. Den handlar om en kvinna som blir gravid med en mörk man, och hennes familj som inte vill veta av henne efter det.
"Embarrassment" låg 12 veckor på englandslistan och nådde som bäst en fjärde placering.
Den finns med på albumet Absolutely och på de flesta av Madness samlingsalbum.

## Låtlista
1. "Embarrassment" (Lee Thompson, Michael Barson) – 3:10
2. "Crying Shame" (Michael Barson) – 2:36